# Milica Mandić
Milica Mandić (kyrilliske alfabet: Милица Мандић; 6. december 1991) er en serbisk taekwondokæmper. Hun er dobbelt OL-guldmedaljevinder (2012 og 2020).